# Vương Tân Vĩ
Vương Tân Vĩ (tiếng Trung giản thể: 王新伟, bính âm Hán ngữ: Wáng Xīnwěi, sinh tháng 8 năm 1967, người Hán) là chính trị gia nước Cộng hòa Nhân dân Trung Hoa. Ông là Ủy viên dự khuyết Ủy ban Trung ương Đảng Cộng sản Trung Quốc khóa XX, hiện là Thường vụ Tỉnh ủy Liêu Ninh, Bí thư Thành ủy Thẩm Dương. Ông từng là Phó Tỉnh trưởng Hà Nam; và Thị trưởng của hai thủ phủ Thẩm Dương của Liêu Ninh và Trịnh Châu của Hà Nam.
Vương Tân Vĩ là đảng viên Đảng Cộng sản Trung Quốc, học vị Thạc sĩ Lý luận kỹ thuật điện. Ông có sự nghiệp đều công tác ở địa phương, với 30 năm quê nhà Hà Nam trước khi chuyển tới Liêu Ninh.

## Xuất thân và giáo dục
Vương Tân Vĩ sinh vào tháng 8 năm 1967 tại huyện Bảo Phong, thuộc địa cấp thị Bình Đỉnh Sơn, tỉnh Hà Nam, Cộng hòa Nhân dân Trung Hoa. Ông lớn lên và tốt nghiệp cao trung ở Bảo Phong, đến năm 1984 thì thi cao khảo và đỗ Đại học Chiết Giang, tới thủ phủ Hàng Châu nhập học hệ máy điện từ tháng 9 và tốt nghiệp chuyên nghiệp hệ này vào tháng 7 năm 1988. Sau tốt nghiệp, ông tiếp tục theo học chương trình nghiên cứu sinh toàn thời gian sau đại học ngành kỹ thuật điện ở trường Chiết Giang, nhận bằng Thạc sĩ Lý luận kỹ thuật điện vào tháng 9 năm 1991. Ông được kết nạp Đảng Cộng sản Trung Quốc ở trường Chiết Giang trong thời đại học vào tháng 10 năm 1985.

## Sự nghiệp

### Hà Nam
Tháng 9 năm 1991, sau khi hoàn thành chương trình thạc sĩ ở Chiết Giang, Vương Tân Vĩ trở về quê nhà Hà Nam, công tác ở Cục Thuế vụ Bình Đỉnh Sơn, là cán bộ phụ trách máy móc, công nghệ thông tin khi giữ chức Chủ nhiệm Trung tâm Máy tính, Chủ nhiệm Trung tâm Thông tin thuế của Cục Thuế vụ địa cấp thị này. Tháng 9 năm 1994, ông được điều sang Thị ủy Bình Đỉnh Sơn làm Phó Chủ nhiệm Phòng Trí công phụ trách máy móc của Bộ Tổ chức Thị ủy, sau đó là Chủ nhiệm Trung tâm Khảo thí cán bộ địa cấp thị, ngạch cán bộ cấp phó xứ từ tháng 9 năm 1997. Giai đoạn này ông cũng được điều tới huyện Nhữ Châu giữ kiêm nhiệm chức Phó Bí thư Trấn ủy trấn Nhữ Châu giai đoạn 1996–97. Tháng 2 năm 2000, ông được điều xuống quận Trạm Hà, là Thường vụ Quận ủy, Phó Quận trưởng, công tác ở đây hơn 2 năm thì chuyển vị trí tới quận Tân Hoa làm Phó Bí thư Quận ủy, Quận trưởng, và cũng kiêm nhiệm làm Trợ lý Thị trưởng Lâm Hải của Chiết Giang giai đoạn tháng 9–12 năm 2004 theo chương trình luân chuyển tạm thời cán bộ địa phương. Vào tháng 2 năm 2006, ông tiếp tục được chuyển tới một khu vực nữa của Bình Đỉnh Sơn là thành phố cấp huyện Vũ Cương, giữ chức Phó Bí thư Thị ủy, Thị trưởng trong 2 năm. Đến tháng 10 năm 2008, ông được điều lên Chính phủ Nhân dân Hà Nam, nhậm chức Phó Sảnh trưởng Sảnh Thủy lợi, được điều tới Tân Cương với nhiệm vụ viện trợ khu tự trị này khi kiêm nhiệm là Phó Tổng chỉ huy Bộ Chỉ huy tiền phương công tác Hà Nam viện trợ Tân Cương, rồi Tổng chỉ huy từ tháng 9 năm 2012, đồng thời cũng là Phó Sư đoàn trưởng Sư đoàn Nông nghiệp 13 của Binh đoàn Kiến thiết Tân Cương, Phó Bí thư Địa ủy Kumul những năm 2012–14. Tháng 2 năm 2014, Vương Tân Vĩ được điều chuyển về địa cấp thị An Dương, nhậm chức Thường vụ Thị ủy, Phó Thị trưởng, rồi Phó Bí thư Thị ủy, Thị trưởng từ cuối năm 2015. Đến tháng 9 năm 2018, ông tới thủ phủ Trịnh Châu, nhậm chức Phó Bí thư Thành ủy, Thị trưởng, sang tháng 3 năm 2020 thì được bổ nhiệm làm Phó Tỉnh trưởng Hà Nam. Thời kỳ này ông ứng cử và trúng cử là Đại biểu Đại hội Đại biểu Nhân dân toàn quốc khóa XIII nhiệm kỳ 2018–23.

### Liêu Ninh
Tháng 1 năm 2021, sau 30 năm công tác ở quê nhà Hà Nam, Vương Tân Vĩ được điều tới tỉnh Liêu Ninh, về thủ phủ Thẩm Dương nhậm chức Phó Bí thư Thành ủy, Bí thư Đảng tổ, Thị trưởng Thẩm Dương, cấp phó tỉnh. Sau đó, vào tháng 10 năm 2021, ông được bầu vào Ủy ban Thường vụ Tỉnh ủy Liêu Ninh, được phân công làm Bí thư Thành ủy, Bí thư thứ Nhất Đảng ủy Phân Quân khu Thẩm Dương. Cuối năm 2022, ông tham gia Đại hội Đảng Cộng sản Trung Quốc lần thứ XX từ đoàn đại biểu Liêu Ninh. Trong quá trình bầu cử tại đại hội, ông được bầu là Ủy viên dự khuyết Ủy ban Trung ương Đảng Cộng sản Trung Quốc khóa XX.